# Хамбер оклопна кола
Оклопна кола Хамбер (енг. Humber Armoured Car) су британска оклопна кола из Другог светског рата.

## Историја
Током 20-их година Британци су били главни корисници оклопних кола. Већина возила у армији и РАФ била су релативно лака, заснована на шасији Ролс-Ројс 4x2. Возила за извоз била су тежа, користећи шасију 6x4 камиона Ланкестер или Кросли. Почетком 30-тих, војска је изгубила интересовање за оклопна кола, у корист лаких тенкова као извиђачког возила. Развој оклопних кола престао је након 1934. Потреба за оклопним колима са погоном на 4 точка постала је очигледна крајем 30-их година, али су прва тестирања таквих возила почела тек 1938. Тако су 1939-1941. настала оклопна кола Гај и Хамбер Mk I.

## Карактеристике
Хамбер Мк I састојао се од трупа оклопних кола Гај IА постављеног на шасију КТ4 4x4, што је неупоредиво побољшало поузданост возила. Нови мотор поправио је однос снаге и тежине. Наоружање је остало исто, један митраљез од 15 и један од 7,92 mm у куполи. Побољшан труп, са бољим видиком при вожњи уназад, дао је Мк II, док је Мк III добио куполу за 3 човека. Мк IV био је знатно бољи, са непопуларним митраљезом од 15 mm замењеним америчким тенковским топом од 37 mm. 

### У борби
Иако засењен модернијим возилом Дајмлер, Хамбер је остао популаран и у служби до краја рата.